# Epitemna carbonaria
Epitemna carbonaria är en insektsart som först beskrevs av Walker 1858.  Epitemna carbonaria ingår i släktet Epitemna och familjen Ricaniidae. Inga underarter finns listade i Catalogue of Life.